# Hétéroptérologie
L'hétéroptérologie est la science étudiant les hétéroptères, sous-ordre d'insectes communément appelés « punaises ». C'est une branche de l'entomologie, l'étude des insectes. Ceux-ci étant si divers et nombreux, leur étude passe souvent par une spécialisation. Les spécialistes de l'hétéroptérologie sont appelés « hétéroptéristes ». De fait, les hétéroptères sont très nombreux (plus de 45 000 espèces) et variés, aux habitats terrestres, aquatiques (y compris marins) et subaquatiques, au régime phytophage, prédateur, ou encore hématophage. Ils représentent également des enjeux en termes d'agriculture, avec des espèces auxiliaires et des espèces pouvant causer des dégâts.
Certains instituts ont des sections spécialisées dans l'étude des hétéroptères, comme l'Heteropteran Systematics Lab, de l'Université de Californie à Riverside.

## Associations
Il existe des associations d'hétéroptéristes, telles que l'International Heteropterists Society, fondée en 1997, ou, en France, Zicrona, l'Association française des hétéroptéristes.

## Débuts
Les premières descriptions et publications consacrées à des punaises ont été le fait de naturalistes ou entomologistes généralistes, comme Carl Linnaeus, Johan Christian Fabricius, Pierre-André Latreille. Dès le XIXe siècle, on assiste à une spécialisation des études.

### Naturalistes ayant contribué à la connaissance des hétéroptères
- Carl von Linné (1707-1778)
- Giovanni A. Scopoli (1723-1788), avec son Entomologia Carniolica exhibens insecta Carnioliae indigena et distributa in ordines, genera, species, varietates: methodo Linnaeana (1763)
- Johann A. E. Goeze (1731–1793)
- Johan Christian Fabricius (1745–1808), en particulier son Systema rhyngotorum (1803)
- Pierre-André Latreille (1762-1833)
- William E. Leach (1790-1836)

## Quelques hétéroptéristes importants
On peut mentionner parmi les hétéroptéristes importants, :

### XIXesiècle
- Fallén C. F. (1764-1830) (Monographia cimicum Sveciae,1807 et Hemiptera Svesiae. Cimicides eorumquea familiae affines,1826);
- Amyot C. J.-B. (1799-1866);
- Herrich-Schäffer G. A. W.  (1799-1874);
- Fieber F. X. (1807-1872), surtout Nepomorpha, Miridae;
- Frey-Gessner E.  (1826-1917);
- Stål C.  (1833-1878);
- Puton A. (en) (1834-1913);
- Jakovlev V. E. (1839-1908);
- Horváth G.  (1847-1937);
- Reuter O. M.  (1850-1913), nombreux Cimicomorpha notamment;
- Montandon A. L.  (1852-1922), surtout Naucoridae, Nepidae, Gelastocoridae, Geocoridae.

### XXesiècle
- Kirkaldy G. W. (1873-1910);
- Kiritshenko A. N. (1884-1971), hétéroptères du Caucase, de Sibérie et d'Asie centrale;
- Drake C. J. (1885-1965), surtout Tingidae et Gerromorpha mais également Saldidae, Thaumastocoridae, Piesmatidae etc[7];
- Poisson R. (1895-1973), hétéroptères aquatiques (Gerromorpha, Nepomorpha);
- China W. E. (1895-1979), description de 98 nouveaux genres et de 248 espèces[8];
- Esaki T. (1899-1957), Helotrephidae, Pentatomidae;
- Kormilev N. A. (1901-1998), Aradidae, Phymatinae, Vianaidinae;
- Usinger R. L. (1912-1968), Enicocephalidae, Gerromorpha, Nepomorpha, Cimicoidea, Aradidae, Termitaphididae;
- Carvalho J. C. de Melo (1914-1994), surtout Miridae;
- Villiers A.  (1915-1983), notamment Reduviidae;
- Wygodzinsky P. W. (1916-1987), Dipsocoromorpha, Reduviidae;
- Carayon J. (1916-1997), Cimicoidea, études sur l'insémination traumatique;
- Woodward T.E. (1918-1985), hétéroptères de Nouvelle-Zélande et d'Australie, surtout Lygaeoidea;
- Slater J. A. (1920-2008), Lygaeoidea;
- Cobben R. H. (1925-1987), Leptopodomorpha, tendances évolutives (morphologie comparative) chez les Hétéroptères[9];
- Linnavuori R. (1927-2019);
- Péricart J. (1928-2011), nombreuses familles, publications dans la série Faune de France, avec accent sur la biologie des insectes;
- Polhemus J. T. (1929-2013), Nepomorpha et Gerromorpha[10];
- Lansbury I. (1932-2015), surtout Nepomorpha et Gerromorpha d'Australie et de la région indomalaise
- Štys P. (1933-2018),  nombreux familles et infra-ordres, dont il a proposé la conception moderne avec I. M. Kerzhner[11];
- Kerzhner I. M. (1936-2008), Miridae, Pentatomidae, Coreidae, Nabidae, insectes de Mongolie[12],[13];
- Popov Y. A. (en) (1936-2016), paléo-entomologiste, descripteur de plus de 20 familles et 300 genres fossiles, qui a réorganisé la systématique moderne des hétéroptères[14];
- Heiss E. (de) (1936- ), Aradidae, Piesmatidae;
- Andersen N. M. (1940-2004), Gerromorpha et Nepomorpha;
- Polhemus D. A., Gerromorpha, Ochteridae, etc[15];
- Schuh R. T. (1943- ), Miridae, Leptopodomorpha, etc[16];
- Grazia J. (1944- ), surtout Pentatomidae;
- Alperowits H. B. (1946- ), Coreoidea;
- Ye Z., en particulier Gerridae;
- Henry T. J., Berytidae, Lygaeoidea[17];
- Weirauch C., Reduviidae, Phylinae

.